# Esperidião de Kiev
Esperidião (em russo:  Спиридон) ou Esperidião Sava (em russo:  Спиридон Савва; década de 1410, Tver, Principado da Tuéria - entre 1503-1505, Mosteiro de Ferapontov, Estado Russo) foi metropolita de Kiev, da Galiza e de Toda a Rússia (1475-1503).
Esperidião era um homem muito ativo e hábil; a crônica refere que recebeu a alcunha de "Satanás" pela sua “rapidez”; diz também que foi nomeado para a metrópole “a troco de dinheiro”.

## Biografia
Nasceu em Tver. Depois de ter aceitado o monaquismo, foi para Constantinopla, onde foi eleito pelo patriarca e por todo o concílio consagrado e ordenado metropolita de Kiev a 15 de setembro de 1475.
Na década de 1470, houve uma luta feroz pela metrópole de “toda a Rússia” entre os metropolitas de Moscou e da Lituânia. Esperidião, atuando como terceiro concorrente, conseguiu receber do patriarca de Constantinopla a consagração a esta dignidade. Aparentemente, em Moscou, este era o mais temido, como representante da força política de Tver. As autoridades de Moscou proibiram Esperidião de entrar em contato com o bispo de Tver. Na gramota de compromisso do bispo Vassiano, que recebeu a cátedra de Tver em 1477, Esperidião é especificamente mencionado: “E para o metropolita Esperidião, chamado Satanás, que exigiu do vil rei ser nomeado nas regiões dos turcos ímpios, ou a qualquer outro metropolita, que seja nomeado do reino dos latinos ou do reino dos turcos, não me aproximarei dele, nem me juntarei a ele, nem me unirei a ele de forma alguma”.
O próprio Esperidião fala da sua eleição para a “Metrópole de Kiev e Toda a Rússia” numa das suas principais obras, a “Exposição da nossa Verdadeira Fé Ortodoxa”. O rei Casimiro não aceitou Esperidião, uma vez que este tinha sido eleito sem qualquer participação do rebanho lituano e tinha sido instalado durante a vida do metropolita de Kiev, Misael. Na Lituânia, Esperidião foi preso (em 1476). Nas Crônicas de Sofia II e Lvov, de 1482, conta-se a tentativa infrutífera de Esperidião de recorrer à ajuda de Ivan III para ser libertado.
Não se sabe quando e em que circunstâncias Esperidião conseguiu libertar-se da prisão e deslocar-se para o norte. Em particular, havia uma opinião de que a mudança das condições da sua prisão na Lituânia no início de 1480 estava relacionada com a morte do seu concorrente Misael. Em Moscou também rejeitaram as pretensões de Esperidião à metrópole de Kiev (que nessa altura incluía também as dioceses do norte). Vestígios da oposição a Esperidião foram encontrados no juramento episcopal da época do metropolita Simeão, onde Esperidião é mencionado entre as pessoas a quem a Igreja russa renunciou. Para se protegerem das pretensões do metropolita estabelecido em Constantinopla, as autoridades de Moscou exilaram-no no mosteiro de Ferapontov. Isto aconteceu entre 1483 e 1503. Lá ele morreu. Não tendo conseguido concretizar as suas pretensões ao trono metropolitano de Kiev, nem na Lituânia, nem na Rússia, Esperidião permaneceu como metropolita sem trono até ao fim da sua vida.